# Monomorium ocellatum
Monomorium ocellatum är en myrart som beskrevs av Arnold 1920. Monomorium ocellatum ingår i släktet Monomorium och familjen myror. Inga underarter finns listade i Catalogue of Life.